# Никифоров, Михаил Васильевич
Никола́й Васи́льевич Ники́форов (1918—1979) — командир орудия 705 истребительно-противотанкового артиллерийского полка (10-й танковый корпус, 2-й Белорусский фронт), старший сержант, полный кавалер ордена Славы.

## Биография
Родился в деревне Кудряевка Сызранского уезда Симбирской губернии (в настоящее время Николаевский район Ульяновской области).
В 1938—1939 году проходил службу в Красной армии. В июле 1941 года Николаевским райвоенкоматом вновь был призван в ряды Красной армии. С 20 июля на фронтах Великой Отечественной войны. Воевал в Прибалтике. В августе 1941 года был тяжело ранен. После излечения оборонял Ленинград.
В бою у высоты 55,6 сержант Никифоров под сильным артиллерийским огнём противника уничтожил станковый пулемёт с расчётом, миномётную батарею и 2 противотанковых орудия. Заменил вышедшего из строя командира. Приказом по 42-й армии от 10 апреля 1944 года он был награждён орденом Славы 3-й степени.
В бою под городом Изборск 30 июля 1944 года под сильным артиллерийским и миномётным огнём противника выкатил своё орудие на прямую наводку, уничтожил орудие противника, 2 пулемёта, рассеял и частично уничтожил 2 группы солдат противника численностью до 40 человек, мешавших продвижению стрелков РККА, выносил на руках и оказывал своим раненым товарищам первую помощь. Приказом по 67-й армии от 15 августа 1944 года он был награждён орденом Славы 2-й степени.
В бою у станции Черница-Боровая старший сержант Никифоров метким огнём своего орудия уничтожил бронетранспортёр и около 50 солдат и офицеров противника. В бою за город Морунген (в настоящее время Моронг в Варминьско-Мазурском воеводстве), проявив инициативу, под сильным огнём противника с ходу развернул орудие и открыл огонь по танкам и самоходным орудиям противника. Побил 2 САУ и сжёг 1 танк. Очищая дома от солдат противника, возглавил группу пехотинцев и уничтожил около 30 солдат и офицеров противника. Лично Никифоров из своего оружия уничтожил 12 солдат и одного офицера. Указом Президиума Верховного Совета СССР от 29 июня 1945 года он был награждён орденом Славы 1-й степени.
После демобилизации вернулся на родину, работал трактористом в колхозе.
Скончался 11 марта 1979 года в деревне Кудряевка.